# Саутерн-Ют
Саутерн-Ют (англ. Southern Ute Reservation) — индейская резервация, расположенная в юго-западной части штата Колорадо, США. Одна из трёх резерваций народа юты, другие — Юинта-энд-Юрей и Ют-Маунтин.

## История
Когда в 1858 году в районе горы Пайкс-Пик было обнаружено золото, земли ютов наводнили старатели, основавшие собственные поселения. Первая резервация ютов, созданная договором 1868 года, охватывала около 1/3 территории современного штата Колорадо, в основном горные районы к западу от Американского континентального водораздела. На территории резервации были найдены драгоценные металлы и минералы и в 1873 году индейцы были вынуждены уступить горный массив Сан-Хуан по условиям соглашения Бруно. Это соглашение фактически разделило резервацию на северную и южную части, последняя представляла собой полосу земли на юге Территории Колорадо, которую населяли виминучи, муачи и капоте.
После принятия Конгрессом США Акта Дауэса, федеральное правительство Соединённых Штатов решило разделить земли резервации на индивидуальные участки. Муачи и капоте согласились принять наделы в 1895 году, тогда как виминучи отказались разделить племенную землю и переехали в западную часть Саутерн-Ют. На этой территории правительство США учредило отдельную резервацию в 1900 году. 

## География
Резервация расположена в юго-западной части штата Колорадо. Её территория охватывает части трёх округов, в порядке убывания площади территории этими округами являются — Ла-Плата, Арчелита и Монтезума. Саутерн-Ют граничит с двумя индейскими резервациями, на западе с Ют-Маунтин, на юго-востоке с Хикарильей. Восточная часть резервации представляет собой высокогорный лесной массив, западная часть состоит в основном из столовых гор.
Общая площадь резервации составляет 2 756 км², из них 2 743,9 км² приходится на сушу и 12,1 км² — на воду. Административным центром резервации является город Игнасио.

## Демография
По данным федеральной переписи населения 2010 года, в резервации проживало 12 153 человека.
Согласно федеральной переписи населения 2020 года в резервации проживало 12 321 человек, насчитывалось 4 861 домашнее хозяйство и 5 786 жилых домов. Средний доход на одно домашнее хозяйство в индейской резервации составлял 63 581 доллар США. Около 11,2 % всего населения находились за чертой бедности, в том числе 13,2 % тех, кому ещё не исполнилось 18 лет, и 8 % старше 65 лет.
Расовый состав распределился следующим образом: белые — 8 713 чел., афроамериканцы — 20 чел., коренные американцы (индейцы США) — 1 672 чел., азиаты — 51 чел., океанийцы — 10 чел., представители других рас — 476 чел., представители двух или более рас — 1 379 человек; испаноязычные или латиноамериканцы любой расы составили 2 017 человек. Плотность населения составляла 4,47 чел./км².